# Exocelis exopenis
Exocelis exopenis är en plattmaskart som beskrevs av Ehlers och Doerjes 1979. Exocelis exopenis ingår i släktet Exocelis och familjen Haploposthiidae. Inga underarter finns listade i Catalogue of Life.